# Le Betteravier français
Pour les articles homonymes, voir Betteravier.
Le Betteravier français est un journal agricole spécialisé, traitant des filières betterave-sucre et grandes cultures,. Il est édité par la Société d’édition et de documentation agricole (Seda).

## Historique

### Création
Le premier journal de la betterave, mensuel, est né en 1921, sous le titre de Journal de la Betterave, qui deviendra rapidement Journal des Betteraviers. En 1928, des informations betteravières se développent en parallèle dans une édition spéciale de L’Action agricole. En 1931, les deux publications se regroupent sous le titre de Bulletin de la Confédération générale des planteurs de betteraves pour se transformer en Journal des Planteurs de betteraves. 
Pendant la deuxième guerre mondiale, seules des circulaires paraîtront, mais dès juillet 1945, Planteurs de betteraves réapparaît. En 1946, la Société d’édition et de documentation agricole (Seda) est créée et édite désormais Planteurs de betteraves.
Fin 1952, Planteurs de betteraves devient Le Betteravier français. Son premier numéro paraît le 5 octobre 1952,. 
Le site internet d’informations en ligne du Betteravier français est lancé le 24 avril 2018.

### Fonctionnement
D’octobre à mars, sa publication est bimensuelle. D’avril à septembre, sa publication est mensuelle. Ce changement de périodicité correspond à la campagne de transformation des betteraves (de septembre à janvier) et des semis.

### Publications
Le Betteravier français publie sur les thèmes agricoles suivants :
- Betteraves
- Grandes cultures (céréales, pommes de terre, oléagineux, protéagineux…)
- Politique agricole
- Entreprises agroalimentaires
- Agronomie
- Machinisme
- Agtech
- Environnement

5 suppléments par an : 
- 2 Pommes de terre
- 2 Matériels (en alternance : semoirs, pulvérisateurs et épandeurs, moissonneuses batteuses, tracteurs)
- Biocarburants

1 numéro spécial :
- Semences

## Diffusion
| Titre                   | 2016   | 2017   | 2018   | 2019   | 2020   |
| ----------------------- | ------ | ------ | ------ | ------ | ------ |
| Le Betteravier français | 19 652 | 19 566 | 19 039 | 18 943 | 16 570 |